# Samariscus inornatus
Samariscus inornatus är en fiskart som först beskrevs av Lloyd, 1909.  Samariscus inornatus ingår i släktet Samariscus och familjen Samaridae. Inga underarter finns listade i Catalogue of Life.